# پنی استاک
پنی استاک (انگلیسی: Penny stock) یا سهام کم‌قیمت سهام مشترک شرکت‌های دولتی کوچک هستند که کمتر از یک دلار برای هر سهم معامله می‌شوند. کمیسیون بورس و اوراق بهادار ایالات متحده (SEC) از اصطلاح «پنی استاک» برای اشاره به یک اوراق بهادار استفاده می‌کند، که یک ابزار مالی است که نشان دهنده ارزش مالی معین است که توسط شرکت‌های دولتی کوچک منتشر شده‌است که کمتر از ۵ دلار در هر سهم معامله می‌شود. پنی‌استاک در خارج از بورس قیمت گذاری می شودند و اینگونه نیست در سالن‌های معاملاتی قیمت گذاری بشوند. در سال ۱۹۳۴، زمانی که دولت ایالات متحده قانون بورس اوراق بهادار را تصویب کرد تا کلیه معاملات اوراق بهادار را بین طرفینی که «ناشر اصلی نیستند» تنظیم کند، در سال ۱۹۳۴، زمانی که دولت ایالات متحده قانون تبادل اوراق بهادار را برای تنظیم هرگونه معاملات اوراق بهادار بین طرف‌هایی که «صادرکننده اصلی نیستند» تصویب کرد، SEC در آن زمان اعلام کرد که اوراق بهادار سهام که با قیمت کمتر از ۵ دلار در هر سهم معامله می‌شوند، نمی‌توانند در هیچ بورس سهام ملی یا شاخصی فهرست شوند.